# A Billboard 200 lista első helyezettjei 2017-ben
A következő albumok értek el első helyezést az Egyesült Államok Billboard 200 elnevezésű listáján 2017-ben. A listán az Amerikában legjobban teljesítő albumok és középlemezek kapnak helyet, melyet a Billboard magazin tesz közzé. Az adatokat a Nielsen SoundScan gyűjti össze az egyes albumok fizikai és digitális eladásai, az on-demand szolgáltatások és a lemezen található dalok digitális eladásai alapján.

## Lista

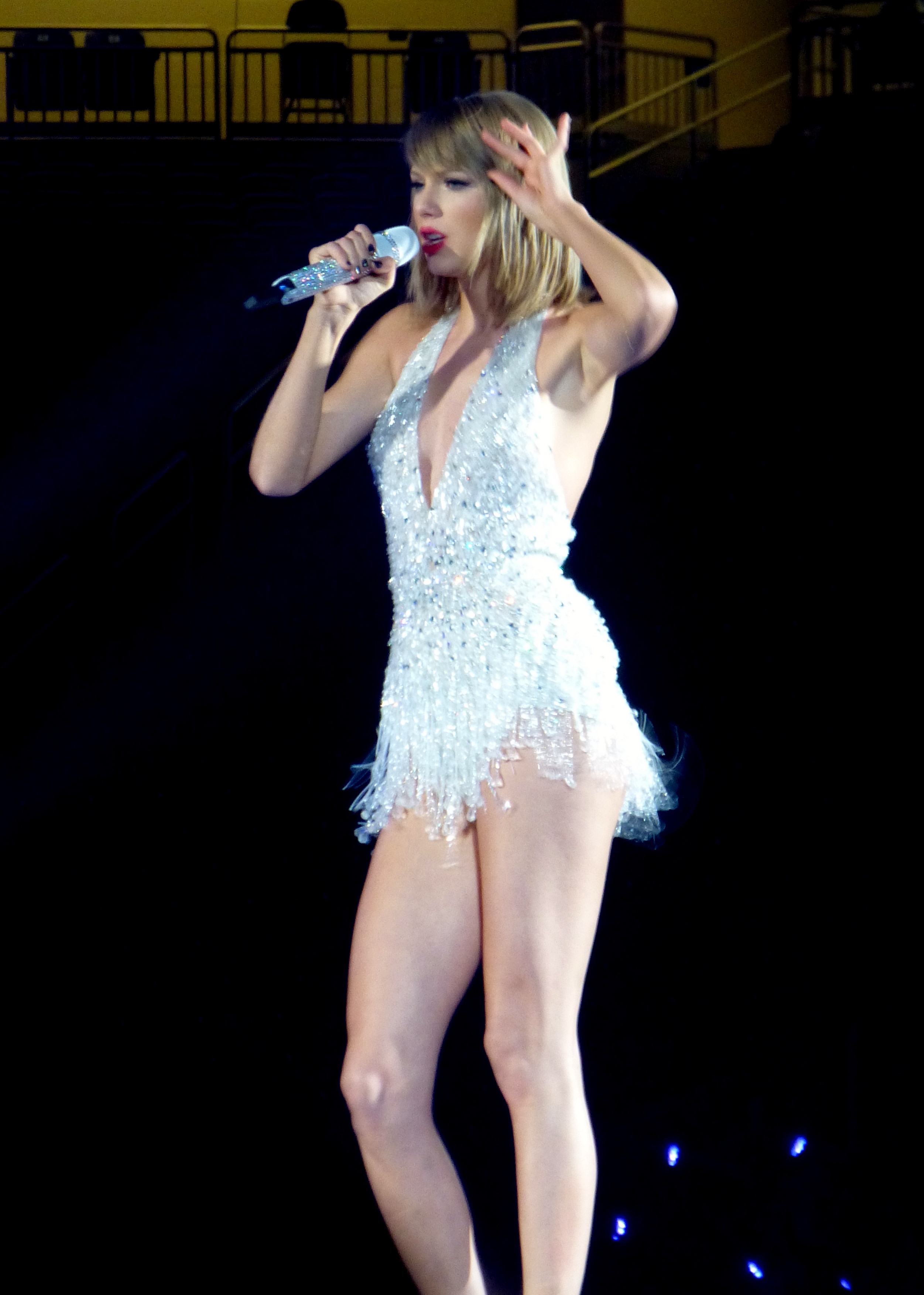
Taylor Swift hatodik stúdióalbuma, a Reputation az év legkelendőbb lemeze volt, annak ellenére, hogy csupán három hétig tartózkodott a lista élén. Megjelenése hetében több mint 1,2 millió példányban kelt az Egyesült Államokban

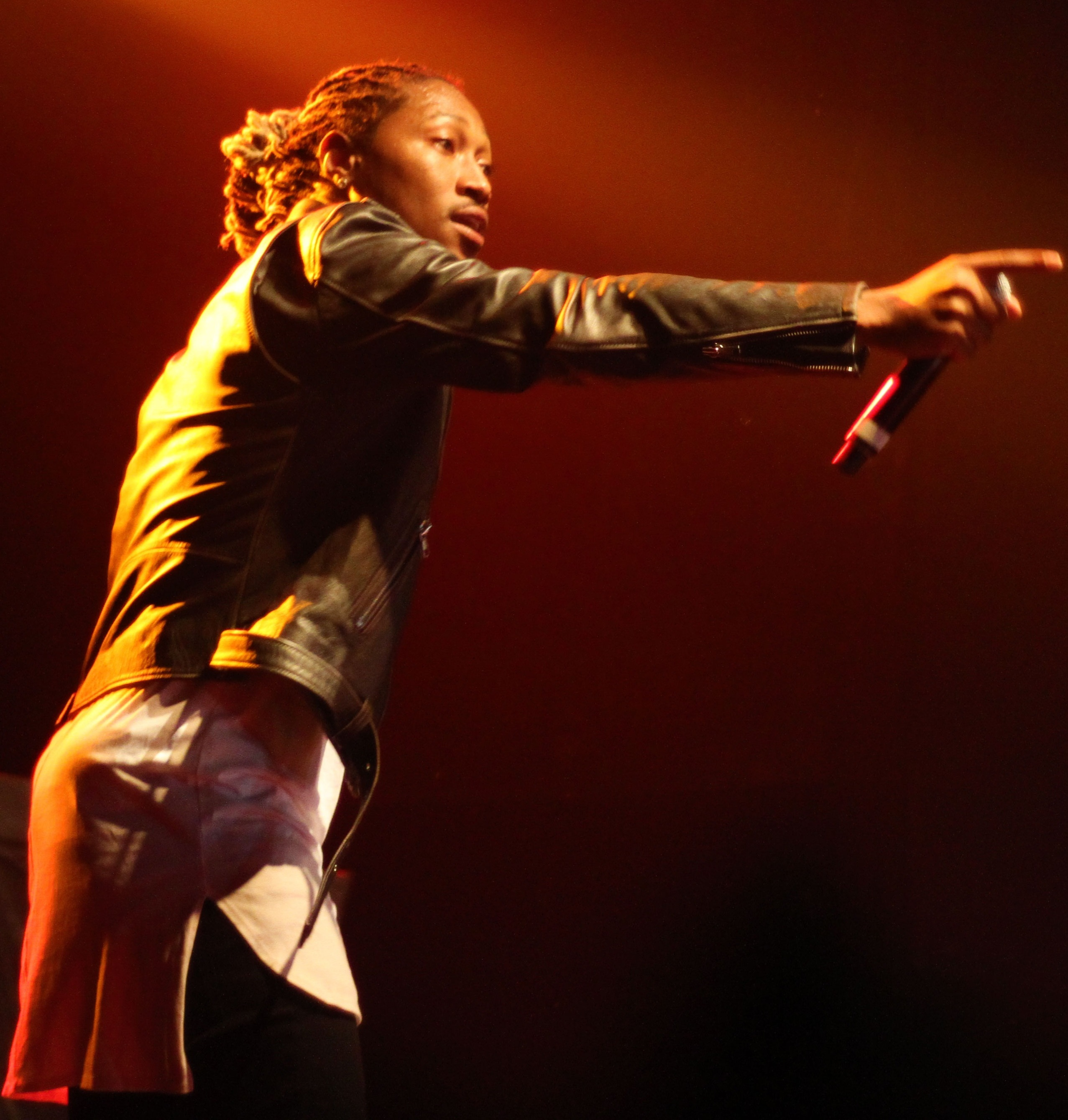
Future a zenetörténelem első előadójává vált, aki két egymást követő héten két különböző albummal szerepelt a Billboard 200 lista élén

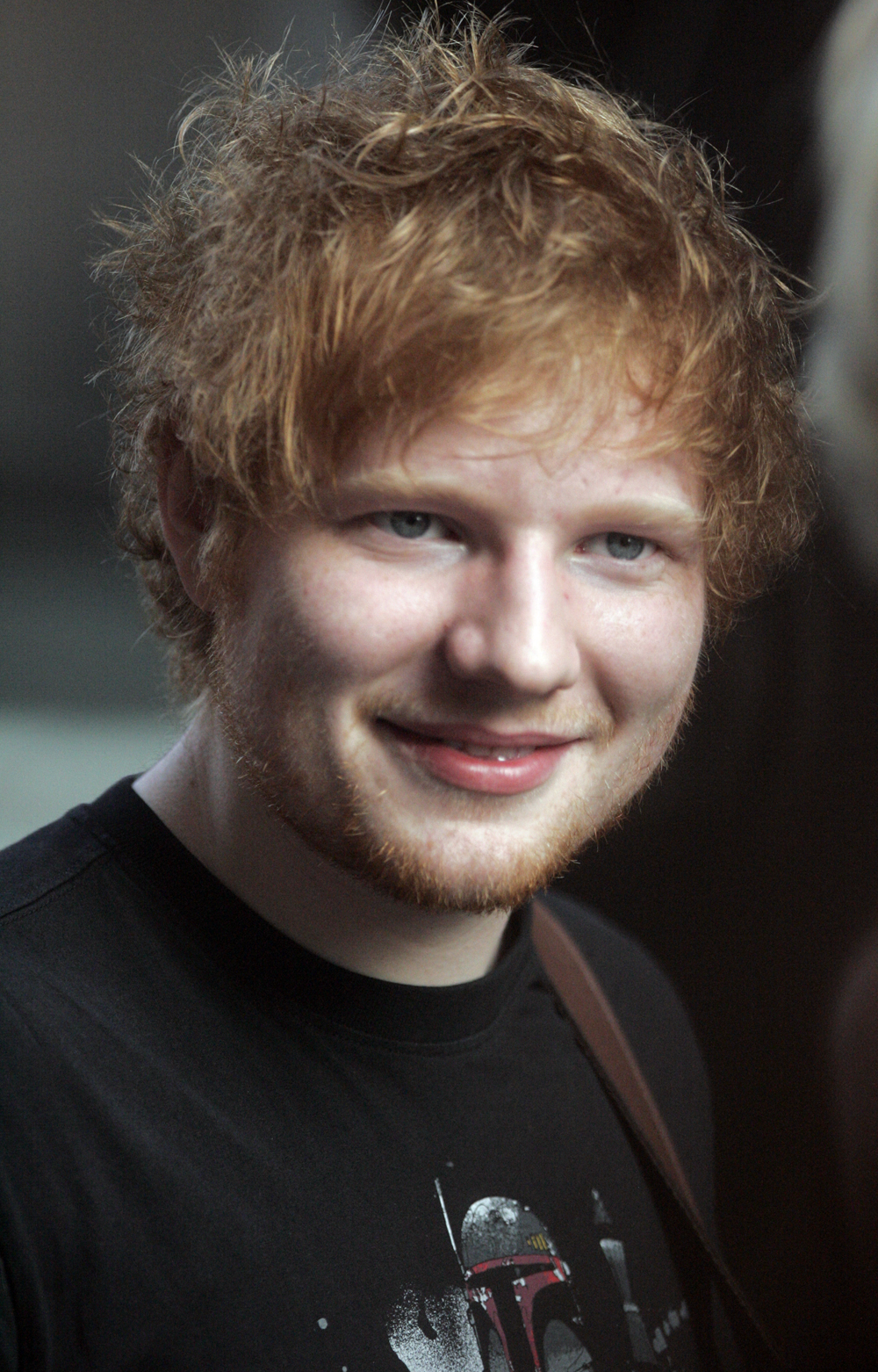
Ed Sheeran angol énekes ÷ című albumával megszerezte karrierje második listavezető pozícióját. Az album az év második legkelendőbb lemeze volt

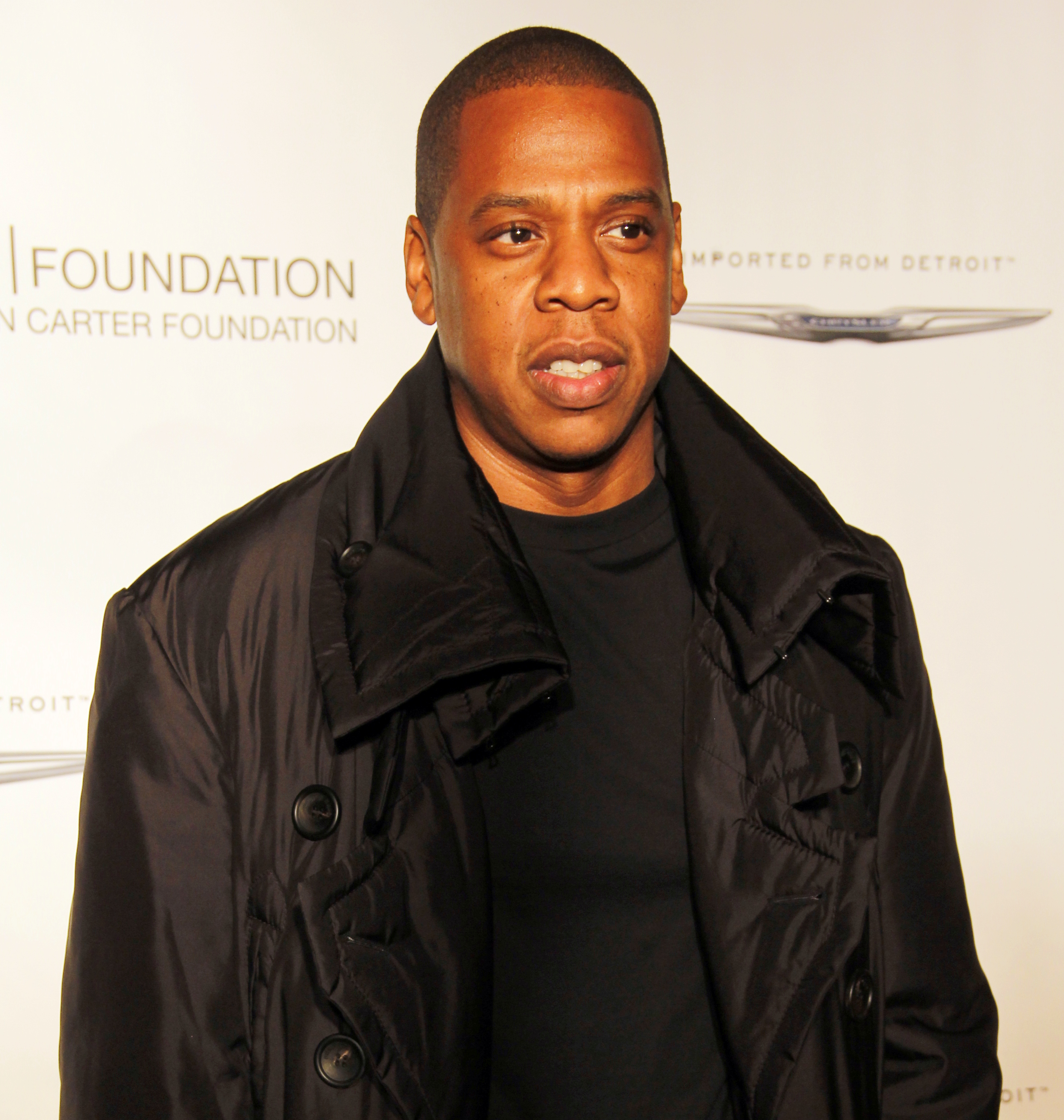
Jay-Z megszerezte karrierje tizennegyedik első helyezését a listán 4:44 című albumával, ezzel saját rekordját megdöntve

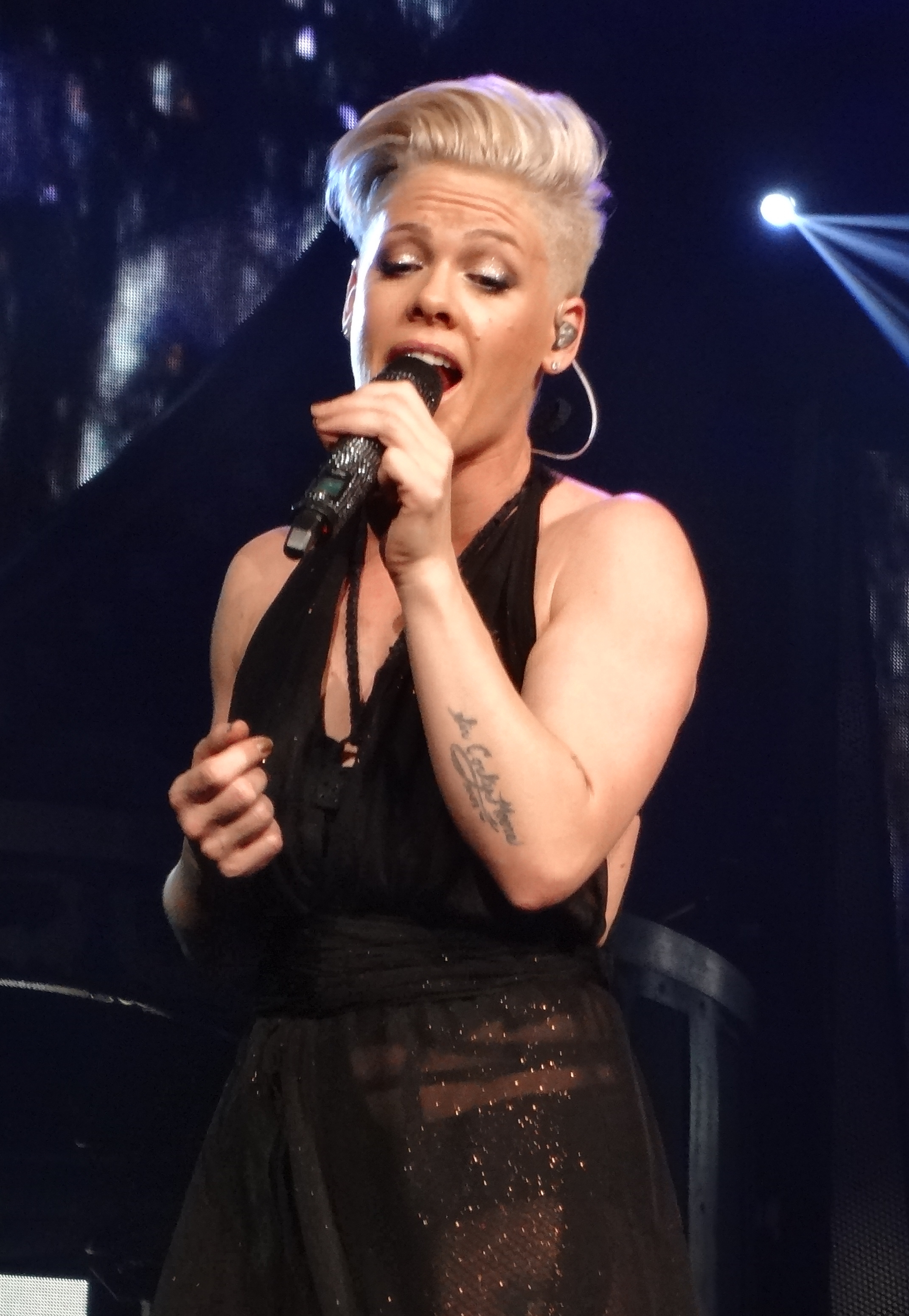
Pink hetedik stúdióalbuma, a Beautiful Trauma az énekesnő második első helyezést elérő albuma lett

| Best performing album of 2016 | A legjobban teljesítő albumot jelzi 2017-ben |

| Kiadás dátuma  | Album                                                   | Előadó(k)        | Forrás |
| -------------- | ------------------------------------------------------- | ---------------- | ------ |
| Január 7.      | A Pentatonix Christmas                                  | Pentatonix       | [ 2 ]  |
| Január 14.     | A Pentatonix Christmas                                  | Pentatonix       | [ 3 ]  |
| Január 21.     | Starboy                                                 | The Weeknd       | [ 4 ]  |
| Január 28.     | Starboy                                                 | The Weeknd       | [ 5 ]  |
| Február 4.     | Starboy                                                 | The Weeknd       | [ 6 ]  |
| Február 11.    | Starboy                                                 | The Weeknd       | [ 7 ]  |
| Február 18.    | Culture                                                 | Migos            | [ 8 ]  |
| Február 25.    | I Decided.                                              | Big Sean         | [ 9 ]  |
| Március 4.     | Fifty Shades Darker: Original Motion Picture Soundtrack | Soundtrack       | [ 10 ] |
| Március 11.    | Future                                                  | Future           | [ 11 ] |
| Március 18.    | Hndrxx                                                  | Future           | [ 12 ] |
| Március 25.    | ÷                                                       | Ed Sheeran       | [ 13 ] |
| Április 1.     | ÷                                                       | Ed Sheeran       | [ 14 ] |
| Április 8.     | More Life                                               | Drake            | [ 15 ] |
| Április 15.    | More Life                                               | Drake            | [ 16 ] |
| Április 22.    | More Life                                               | Drake            | [ 17 ] |
| Április 29.    | Memories...Do Not Open                                  | The Chainsmokers | [ 18 ] |
| Május 6.       | Damn                                                    | Kendrick Lamar   | [ 19 ] |
| Május 13.      | Damn                                                    | Kendrick Lamar   | [ 20 ] |
| Május 20.      | Damn                                                    | Kendrick Lamar   | [ 21 ] |
| Május 27.      | Everybody                                               | Logic            | [ 22 ] |
| Június 3.      | Harry Styles                                            | Harry Styles     | [ 23 ] |
| Június 10.     | One More Light                                          | Linkin Park      | [ 24 ] |
| Június 17.     | True to Self                                            | Bryson Tiller    | [ 25 ] |
| Június 24.     | Hopeless Fountain Kingdom                               | Halsey           | [ 26 ] |
| Július 1.      | Witness                                                 | Katy Perry       | [ 27 ] |
| Július 8.      | Melodrama                                               | Lorde            | [ 28 ] |
| Július 15.     | Grateful                                                | DJ Khaled        | [ 29 ] |
| Július 22.     | Grateful                                                | DJ Khaled        | [ 30 ] |
| Július 29.     | 4:44                                                    | Jay-Z            | [ 31 ] |
| Augusztus 5.   | 4:44                                                    | Jay-Z            | [ 32 ] |
| Augusztus 12.  | Lust for Life                                           | Lana Del Rey     | [ 33 ] |
| Augusztus 19.  | Everything Now                                          | Arcade Fire      | [ 34 ] |
| Augusztus 26.  | Damn                                                    | Kendrick Lamar   | [ 35 ] |
| Szeptember 2.  | Rainbow                                                 | Kesha            | [ 36 ] |
| Szeptember 9.  | Science Fiction                                         | Brand New        | [ 37 ] |
| Szeptember 16. | Luv Is Rage 2                                           | Lil Uzi Vert     | [ 38 ] |
| Szeptember 23. | American Dream                                          | LCD Soundsystem  | [ 39 ] |
| Szeptember 30. | Life Changes                                            | Thomas Rhett     | [ 40 ] |
| Október 7.     | Concrete and Gold                                       | Foo Fighters     | [ 41 ] |
| Október 14.    | Wonderful Wonderful                                     | The Killers      | [ 42 ] |
| Október 21.    | Now                                                     | Shania Twain     | [ 43 ] |
| Október 28.    | Perception                                              | NF               | [ 44 ] |
| November 4.    | Beautiful Trauma                                        | Pink             | [ 45 ] |
| November 11.   | Flicker                                                 | Niall Horan      | [ 46 ] |
| November 18.   | Live in No Shoes Nation                                 | Kenny Chesney    | [ 47 ] |
| November 25.   | The Thrill of It All                                    | Sam Smith        | [ 48 ] |
| December 2.    | Reputation                                              | Taylor Swift     | [ 49 ] |
| December 9.    | Reputation                                              | Taylor Swift     | [ 50 ] |
| December 16.   | Reputation                                              | Taylor Swift     | [ 51 ] |
| December 23.   | Songs of Experience                                     | U2               | [ 52 ] |